# Scopula elyra
Scopula elyra är en fjärilsart som beskrevs av Swinhoe 1904. Scopula elyra ingår i släktet Scopula och familjen mätare. Inga underarter finns listade.